# Chalcidichthuys malacapterygius
Chalcidichthuys malacapterygius is een uitgestorven vissensoort die tijdens het Mioceen leefde.